# Lal Waterson
Lal Waterson (Kingston upon Hull, 15 de febrer de 1943 - Robin Hood's Bay, 4 de setembre de 1998) fou una cantant de música folk i escriptora de cançons anglesa. "La veu de Lal Waterson era descarnada però captivadora, les seves cançons líricament ambicioses i melòdicament poderoses."
Va cantar, entre d'altres, amb The Watersons, The Waterdaughters i Blue Murder. Lal Waterson era la germana de Norma Waterson i Mike Waterson, tia d'Eliza Carthy, i cunyada de Martin Carthy. A la seua mort va deixar el seu marit, George Knight, i dos fills, Oliver i Marie, amb qui va enregistrar àlbums. Quan Freddie Mercury va anunciar que estava infectat pel virus de la sida, el columnista del Daily Mirror Joe Haines va fer alguns comentaris ofensius. En resposta, Lal Waterson va escriure la cançó "Reply To Joe Haines" (Contestació a Joe Haines). Mai la va enregistrar, si bé apareix en el disc de la seua germana Norma Waterson The Very Thought of You.

## Biografia
Lal, Norma i Mike Waterson eren orfes i criats per la seva àvia, que era d'ascendència en part gitana. Sempre molt a prop, van començar a cantar junts, amb el cosí John Harrison, als anys 50, amb Lal cantant harmonies inesperades. Després d'haver obert el seu propi club folk en un pub del port pesquer de Hull on van créixer, a mitjans dels anys 60 havien desenvolupat el seu propi estil de cant sense acompanyament, reelaboracions d'estil harmoniós de cançons tradicionals angleses. El 1968 van deixar de fer gires i es van separar geogràficament per primera vegada: Norma va anar a Illa de Montserrat, i Lal a Leeds, on vivia el seu marit George, mentre que Mike va romandre a Hull. Tant Mike com Lal estaven escrivint cançons i quan Lal va tornar a Hull van començar a treballar junts. Quan Martin Carthy va escoltar les cançons de Lal, les va trobar extraordinàries. En aquest moment Carthy era a la banda de folk-rock Steeleye Span i li va explicar al baixista Ashley Hutchings sobre les cançons de Lal i Mike i junts van acordar que les enregistressin, no sense acompanyament, sinó amb una banda de suport que incloïa Carthy, Hutchings i Richard. Thompson. Bright Phoebus va ser llançat el 1972 i "va causar una sensació tranquil·la". Les seves cançons de vegades es feien ressò de material tradicional, però també implicaven una varietat d'altres influències: "algunes es van desviar cap al jazz i el ragtime, d'altres com Winifer Odd tenien un encant peculiar digne de The Beatles, però amb lletres desoladores afegides". Un altre Fine Horseman favorit, va fer ús d'acords i estructures inesperades.' Les lletres eren tan importants per a ella com la música. L'escriptor que més admirava era el poeta francès del segle xix Arthur Rimbaud.

El 1976, els tres germans Waterson es van traslladar a Kirk Moor, a la vora dels North York Moors i van tornar a formar el grup, amb Martin Carthy agafant el relleu de John Harrison. A la dècada de 1980 Lal i George, i Norma i Martin, es van traslladar a Robin Hood's Bay i el mar i el paisatge de la zona sovint es van convertir en la inspiració per a les cançons de Lal. Va deixar "The Watersons" el 1990 per motius de salut, es va allotjar a "Robin Hood's Bay", encara escrivint i pintant, i va gravar les seves cançons a casa amb el seu fill Oliver Knight, productor, guitarrista i compositor. Tanmateix, quan es va estrenar Once in a Blue Moon, es va negar a cantar les cançons en directe, potser el resultat d'una mala experiència mentre cantava amb els Waterson. Segons Martin Carthy:
| « | "Era una perfeccionista... mai va cantar en solitari després d'haver oblidat alguna cosa a l'escenari... no podia suportar la idea que anés malament". | » |

Després de la mort de Freddie Mercury de la sida, el columnista del Daily Mirror Joe Haines va fer comentaris homòfobs. Lal Waterson va respondre a això amb la seva cançó Reply to Joe Haines. Mai el va gravar, però apareix a l'àlbum The Very Thought of You de la seva germana Norma Waterson.
Mentre gravava Bed of Roses amb Oliver Knight, va morir de càncer; l'àlbum es va publicar pòstumament.
Migrating Bird: The Songs of Lal Waterson (2007) és un àlbum tribut, amb contribucions de James Yorkston, Alasdair Roberts, Willard Grant Conspiracy, Vashti Bunyan, Victoria Williams i altres. El disc de Jo Freya "Lal" (2007) és un altre homenatge a ella.

Les seves cançons han estat interpretades per una sèrie de cantants com June Tabor, Billy Bragg, The Fatima Mansions i The Unthanks. Rachel Unthank:
| « | "Les seves lletres són tan descriptives i evocadores,... les melodies es torceixen i giren de maneres que no m'esperaria, i, tanmateix, cada línia sembla fondre's l'una amb l'altra...". | » |

Bright Phoebus, llançat el 1972 per Lal i Mike Waterson, va ser reeditat el 2017 per Domino. La reedició incloïa enregistraments de demostració casolans inèdits, i es va remasteritzar a partir de les cintes originals.

## Discografia
- Lal i Mike Waterson Bright Phoebus 1972
- Lal i Norma Waterson (i Marie Knight) A True Hearted Girl 1977
- Lal Waterson i Oliver Knight Once in a Blue Moon 1996
- Lal Waterson i Oliver Knight A Bed of Roses 1999